# 50ª Brigata speciale di fanteria
La 50ª Brigata speciale di fanteria, detta anche L Brigata speciale "Imperiali" dal nome del suo comandante, è stata una unità del Regio Esercito Italiano che ha operato tra il 12 novembre 1942 e il 5 maggio 1943 in Africa settentrionale durante la campagna di Tunisia

## Nome
La brigata prende il nome dal suo comandante, il generale di cavalleria del Regio Esercito Giovanni Imperiali d'Afflitto di Francavilla (1890-1983), che nel corso della sua carriera di ufficiale ha preso parte alla campagna di Libia, alla prima e seconda guerra mondiale. Inoltre fu comandante dell'ultima azione di cavalleria italiana del 6º Reggimento "Lancieri di Aosta" di stanza a Napoli,  decorato come Croce di Cavaliere dell'Ordine militare d'Italia e di una Medaglia d'argento al valor militare, quattro Medaglie di bronzo al valor militare, e della Croce di Ferro di seconda classe tedesca

## Storia
La brigata venne formata a Napoli il 12 novembre 1942 con unità già presenti sul suolo africano e precedente assegnate ad altre unità militari, dopo la sconfitta di El Alamein e lo sbarco alleato in Algeria e Marocco, inquadrando poi nel suo organico altri reparti che erano stai inviati dall'Italia.
La brigata venne inquadrata, insieme alla Divisione "Superga", giunta dall'Italia, nel XXX Corpo d'armata del generale Sogno alle dipendenze della 5. Panzerarmee creata in Tunisia, a partire dal preesistente LXXXX.Armeekorps, al comando del generaloberst Hans-Jürgen von Arnim, con l'obiettivo di creare una testa di ponte in Tunisia per fronteggiare la minaccia proveniente per le forze dell'Asse sia da Est sia da Ovest, il cui quartier generale venne costituito l'8 dicembre 1942.
La brigata prese parte a tutta la campagna di Tunisia, con i suoi reparti dislocati nelle zone di Sfax di Gabès e nel settore costiero fino ai primi del mese di maggio. Con l'aggravarsi delle posizioni tenute dalle forze dell'Asse, Imperiali rimpatriò e la brigata fu sciolta a far data dal 5 maggio 1943.

## Ordine di battaglia
50ª Brigata speciale di fanteria
- Sezione Carabinieri Reali
- compagnia 10ª bis motociclisti
- XV Battaglione carri M14/41 (T.te col.llo Bottigleri)
- VI Gruppo squadroni mitraglieri "Lancieri di Aosta"
- I Gruppo RECo Cavalleggeri di Lodi (Col.llo Lequio) inquadrato a febbraio
- DLVII Gruppo artiglieria semovente 75/18 (Col.llo Baggiani) in origine destinati alla Divisione corazzata "Centauro"
- V Battaglione CCNN (Sen. Cucurnia)
- LX Battaglione mitraglieri (T.te col.llo Friteni)
- XXXIII Battaglione artiglieria della Guardia alla frontiera
- 233ª compagnia mista del genio in origine destinata alla Divisione corazzata "Littorio"
- Sezione sanità
- Sezione sussistenza
- Autoriporto con autofficina e squadra carburanti

Nei suoi dispiegamenti sul territorio tunisino ha cambiato configurazione organica con l'uscita di alcuni reparti e l'ingresso di altri reparti che le sono stati assegnati.
50ª Brigata speciale di fanteria
Settore costiero
- Comando 91º reggimento fanteria "Superga"
  - I Battaglione/91º reggimento fanteria
  - II Battaglione/91º reggimento fanteria "Superga"
  - 12ª Compagnia/91º reggimento fanteria "Superga"
  - 5ª Compagnia/92º Reggimento fanteria "Superga"
  - 7ª Compagnia/92º Reggimento fanteria "Superga"
- XXIV battaglione/5º Reggimento bersaglieri
- 5ª Compagnia motorciclisti/5º Reggimento bersaglieri
- 1ª batteria/5º Reggimento artiglieria per divisioni di fanteria
- 1ª batteria semoventi/DLVII gruppo
- Battaglione marina Grado
- 2 battaglioni del Panzergrenadier-Regiment 47
- 4 batterie tedesche

50ª Brigata speciale "Imperiali"
Settore di Sfax
- II Battaglione/92º Reggimento fanteria "Superga" eccetto la 5ª e 7ª Compagnia
- compagnia 10ª bis motorciclisti
- 12ª Compagnia/I Battaglione controcarri (in ricostruzione)
- XV Battaglione carri M14/41
- DLVII Gruppo di batterie semoventi da 75/18 eccetto la 1ª batteria semoventi

50ª Brigata speciale "Imperiali"
Settore di Gabes
- Raggruppamento esplorante corazzato "Lodi" »
- 334º Gruppo celere (Battaglione fanteria celere tedesco)